# Mas Sardet
Mas Sardet és un monument del municipi de Vilanova i la Geltrú (Garraf) protegit com a bé cultural d'interès local.

## Descripció
Masia aïllada, situada a prop de la masia d'en Cabanyes. El conjunt està format per una addició de cossos que li donen un caràcter volumètric. El cos principal és de planta rectangular i té planta baixa, un pis i golfes, amb coberta a dues vessants. A la planta baixa hi ha la porta d'accés i una finestra; el primer pis té dos balcons i a les golfes hi ha dues petites obertures. Tots aquests elements són allindanats. És remarcable la garita adossada a l'angle esquerre de la façana, amb espitlleres, mènsules de maó i coberta semiesfèrica. A la part posterior de la masia hi ha una torre de planta quadrada amb obertures rectangulars i barana superior amb florons ornamentals. A la façana principal hi ha un rellotge de sol.

## Història
Data del segle xix. És un exemple del tipus d'arquitectura popular de les masies de la zona, que presenten un conjunt d'edificacions organitzades volumètricament al voltant d'un cos central, amb tanca perimetral i torre
L'any 1860 està documentada la denominació de 'mas d'en Sardet'. Cal Sardet, de l'any 1749, era una casa del carrer dels Caputxins de Vilanova del propietari Pau Soler i Roig, 'Sardet'.